# Baro Biao
Baro Biao – World Wide Wedding er det andet studiealbum udgivet af det rumænske tolvmands roma Balkan brassband Fanfare Ciocărlia. Albummet er indspillet 1999 hos Studio Electrocord i Bukarest, Rumænien, og mixet hos Powerplay i Berlin, Tyskland. Producere er Henry Ernst and Helmut Neumann. Albummet blev udgivet 1999 på Piranha Musik.

## Sporliste
| Nr.           | Titel                         | Længde |
| ------------- | ----------------------------- | ------ |
| 1.            | "Asfalt Tango"                | 6:09   |
| 2.            | "Manuela Oh Manuela"          | 4:02   |
| 3.            | "Sîrba de la laşi"            | 1:37   |
| 4.            | "Hora de la monastirea"       | 1:44   |
| 5.            | "Mariana"                     | 3:18   |
| 6.            | "Manea cu voca"               | 4:34   |
| 7.            | "Mr. Lobaloba"                | 2:17   |
| 8.            | "Ţiganeasca"                  | 1:54   |
| 9.            | "Doina şi cîntec"             | 3:19   |
| 10.           | "Hora lui Pusac"              | 1:21   |
| 11.           | "Hai Romale!"                 | 1:50   |
| 12.           | "Piece de Tariţa"             | 2:59   |
| 13.           | "Lume, lume şi Hora"          | 6:49   |
| 14.           | "Balaşeanca de 8 ore"         | 2:27   |
| 15.           | "Sîrba fluierate"             | 2:29   |
| 16.           | "Manea ţiganilor"             | 3:04   |
| 17.           | "Casablanca"                  | 2:35   |
| 18.           | "Baro Biao (Paşcani Wedding)" | 5:30   |
| Total længde: | Total længde:                 | 59:05  |